# József Zakariás
József Zakariás (ur. 25 marca 1924 w Budapeszcie, zm. 22 listopada 1971 w Budapeszcie) – węgierski piłkarz, pomocnik. Srebrny medalista MŚ 54. Członek „Złotej jedenastki”.
Najlepszy okres kariery spędził w MTK Hungária Budapeszt. W klubie tym – funkcjonującym w latach 50. pod nazwami Bástya SE i Vörös Lobogó – grał między 1951 a 1956 rokiem. Zdobywał tytuł mistrza kraju (1953), raz Puchar Węgier (1952). W reprezentacji Węgier zagrał 35 razy. Debiutował w 1947, ostatni raz zagrał w 1954. Podczas MŚ 54 wystąpił w czterech spotkaniach Węgrów. Wcześniej, w 1952 wraz z kolegami został złotym medalistą igrzysk w Helsinkach.
Po zakończeniu kariery sportowej pracował jako trener.